# Crazy Diamond
Albums de Syd Barrett
Octopus: The Best of Syd Barrett
(1992) The Best of Syd Barrett: Wouldn't You Miss Me?
(2001)
Crazy Diamond est un coffret de trois CD paru en 1993 et reprenant les deux albums solo de Syd Barrett parus en 1970, The Madcap Laughs et Barrett, ainsi qu'Opel, un album de chutes paru en 1988. Cette réédition inclut des pistes bonus qui se trouvent également dans les rééditions séparées de ces trois albums.
Son titre est une référence à la chanson de Pink Floyd Shine On You Crazy Diamond, dédiée à Barrett.